# Wierzbin
Wierzbin – wieś w Polsce położona w województwie mazowieckim, w powiecie warszawskim zachodnim, w gminie Stare Babice. Ma status sołectwa.
W latach 1975–1998 miejscowość administracyjnie należała do województwa warszawskiego.
Około 1100 lat p.n.e. na terenie Wierzbina zlokalizowana była osada ludności kultury łużyckiej. W Wierzbinie odkryto kilkanaście owalnych jam, wewnątrz których znaleziono dużą ilość ułamków ceramicznych, kamieni i kości zwierzęcych. Służyły one zapewne za śmietniska. Jedna z nich wypełniona była muszlami małż, stąd można przypuszczać, że pełniła rolę spiżarni. Odkryto również naczynia ceramiczne kultury grobów kloszowych. Na pograniczu Wojcieszyna i Wierzbina odkryto pracownię obróbki bursztynu.
W jamach odkrytych w Wierzbinie, rejestrowano obecność kości zwierzęcych, głównie bydła, owiec, kóz, świń i koni. Były to pozostałości po zwierzętach hodowlanych, przeznaczonych do spożycia lub wykorzystania w gospodarce. Kości zwierzyny łownej należały do jeleni, saren, a nieliczne prawdopodobnie do ptaków. Na paru z nich odnotowano ślady obróbki, co może potwierdzać istnienie pracowni rogowniczej. Produkowano w niej kościane szydła, przekłuwacze, rylce, oprawki lub gładziki do wyrównywania powierzchni naczyń czy garbowania skóry. Były to narzędzia o wielorakim zastosowaniu. Surowiec rogowy pozyskiwano m.in. przez zbieranie „zrzutów” poroża. Wytwarzano z niego np. tłuki, młotki, motyki, jak i siekierki bojowe. W jednej z jam znaleziono żelazny haczyk na ryby. Jak na razie nie natrafiono jeszcze na szczątki tych zwierząt. Może to być spowodowane zbyt fragmentarycznym rozpoznaniem osady, bądź też tym, że ryby były skrobane i patroszone bezpośrednio w pobliżu miejsca ich połowu. Wspomnieć należy również o pochodzącym z tego stanowiska sierpie żelaznym. Mógł być on stosowany do ścinania zarówno zboża, jak i trawy. Większość ze znalezionych na osadzie w Wierzbinie, naczyń nosi ślady obtaczania, co świadczy o rozpowszechnieniu umiejętności wytwarzania ich na kole garncarskim. Na dnie niektórych naczyń, po stronie zewnętrznej, zachowały się odciśnięte w glinie znaki garncarskie. Dzięki nim można było rozpoznać, która pracownia ceramiczna wytworzyła dane naczynie. Nadal odkrywane są pojedyncze fragmenty glinianych naczyń wykonane tradycyjną ręczną metodą. Powierzchnię obu odmian dekorowano bardzo często liniami falistymi, stempelkami oraz nacinaniem.
Obecna osada Wierzbin została założona w 1910 roku przez Konstancję Szmydt, wdowę po Józefie Szmydt (właścicielu Borzęcina). W 1913 r. w okolicy Wierzbina powstała jeszcze osada Konstantynów, ale ta nazwa długo się nie utrzymała.Konstancja Szmydt zmarła w 1918 r., a kolejnym właścicielem Borzęcina został syn Szmydtów Konstanty.